# Super Seria 2003: Hawaje
Super Seria 2003: Grand Prix Hawajów – indywidualne, pierwsze w 2003 r. zawody siłaczy z cyklu Super
Serii.
Data: 19 stycznia 2003

Miejsce: Oʻahu (stan Hawaje)  Stany Zjednoczone
WYNIKI ZAWODÓW:
| Miejsce | Zawodnik             | Kraj              | Punkty |
| ------- | -------------------- | ----------------- | ------ |
| 1.      | Mariusz Pudzianowski | Polska            | 68     |
| 2.      | Raimonds Bergmanis   | Łotwa             | 66,5   |
| 3.      | Žydrūnas Savickas    | Litwa             | 62,5   |
| 4.      | Hugo Girard          | Kanada            | 60,5   |
| 5.      | Anders Johansson     | Szwecja           | 52,5   |
| 6.      | Jarosław Dymek       | Polska            | 46,5   |
| 7.      | Karl Gillingham      | Stany Zjednoczone | 45,5   |
| 8.      | Wasyl Wirastiuk      | Ukraina           | 43,5   |
| 9.      | Svend Karlsen        | Norwegia          | 43     |
| 10.     | Odd Haugen           | Norwegia          | 40,5   |
| 11.     | Anthony Leiato       | Stany Zjednoczone | 29     |
| 11.     | Mykoła Melnikow      | Ukraina           | 29     |
| 13.     | Martin Muhr          | Niemcy            | 28     |
| 14.     | Benny Wennberg       | Szwecja           | 9      |